# Плацдарм
Плацда́рм (фр. place d'armes — «площадь для сбора войск») — территория (либо её часть) своего или другого государства, применяемая в качестве базы для сосредоточения и развёртывания вооружённых сил, а также исходного пункта, создаваемого с целью ведения военных действий против кого-либо, в том числе — при подготовке вторжения на территорию противника; может иметь стратегическое или оперативное значение.
В Военной энциклопедии Сытина (1911—1915) указано, что это место сбора войск, и рассмотрено несколько его значений.
В фортификации, Плацдарм — уширение, прикрывающее пути во входящих и исходящих частях фронтов крепостных оград и фортов, служащее для сбора, вылазок или сборная площадь в крепости. Плацдармы (уширения) в крепости были входящим и исходящим. Караул на плацдарм, к ружью назывался Вон.
Также плацдармом называют участок местности, которым овладели наступающие войска при форсировании водной преграды или удерживаемый отступающими войсками на её противоположном берегу. В период Великой Отечественной войны, при форсировании Днепра ВС Союза ССР осенью 1943 года было захвачено 27 плацдармов на правом берегу реки в полосе 750 километров от города Лоев до города Запорожье, но 26 из них имели размеры от одного до 10 километров по фронту и от двух до 9 километров в глубину. Часть из этих плацдармов в ожесточённых боях против захватчиков из нацистской Германии силами вторых эшелонов и резервов РККА была расширена до 20 километров по фронту и 10—14 километров в глубину и имела оперативное значение для ВС Союза ССР.
Оборонительная позиция для защиты берегового плацдарма называется предмостным укреплением, или тет-де-пон (фр. tête de pont — «голова моста»).
Тактические плацдармы захватываются обычно с ходу передовыми отрядами, авангардами или подразделениями первого эшелона, а затем расширяются в оперативные плацдармы силами вводимых в бой вторых эшелонов и резервов. Как тактические, так и оперативные плацдармы могут захватываться силами воздушного десанта. Наличие крупных плацдармов обеспечивает сосредоточение на них мощной группировки войск для проведения наступательных операций в благоприятных условиях без необходимости форсировать реки.

## Стратегические плацдармы
Стратегические плацдармы перед Первой мировой войной:
- Германской империи — Восточная Пруссия;
- Российской империи — Привислянский край;
- Австро-Венгерской империи — Богемия;
- другие.